# Picard-tétel
A komplex analízisben Picard kis és nagy tétele két, egymáshoz kapcsolódó tétel, amelyek az analitikus függvények értékkészletét jellemzik. Émile Picard után nevezték el őket. 

## Állítások
A kis Picard-tétel:

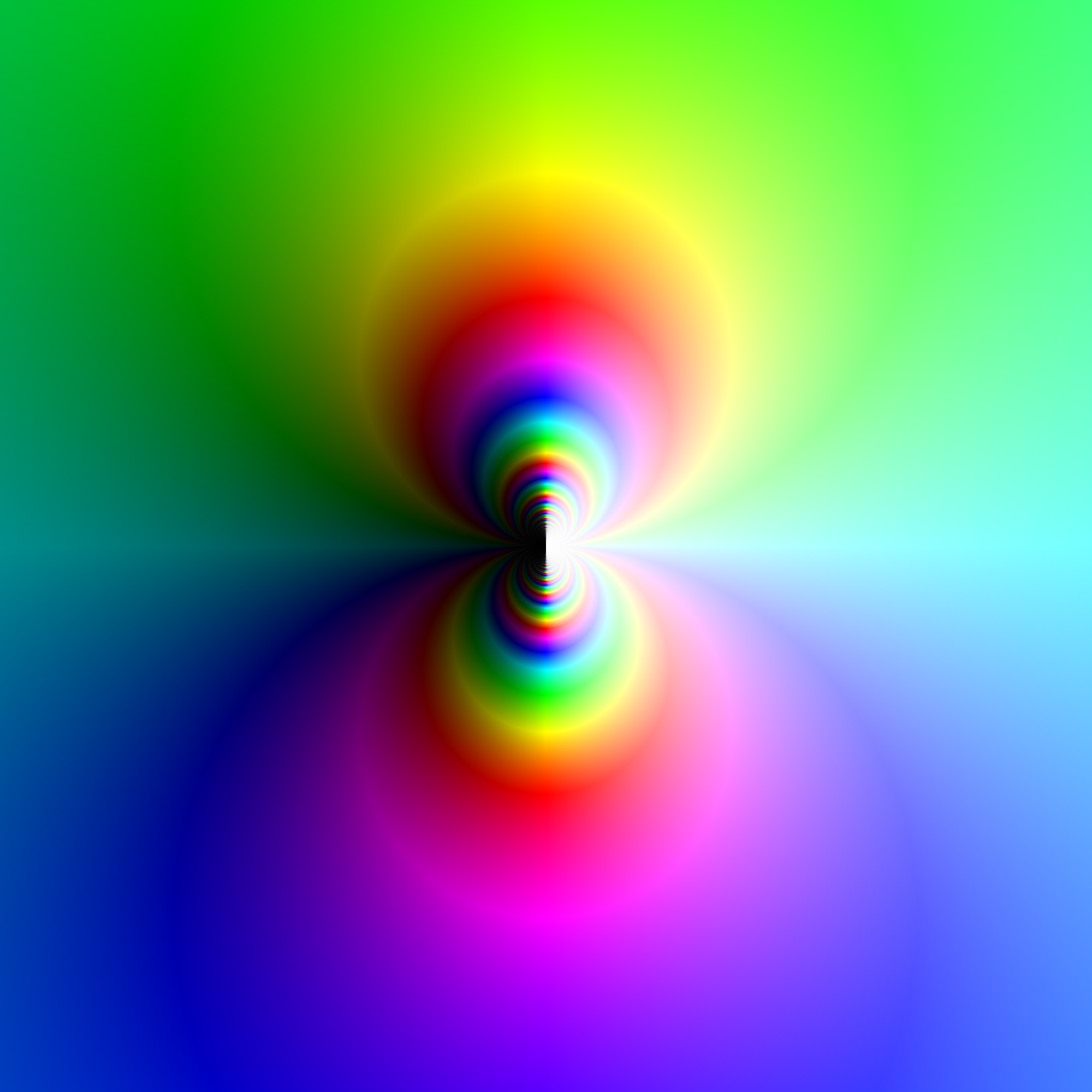
Az exp(1/z) függvény ábrázolása, középpontban a lényeges szingularitás z = 0. A színárnyalat az exp(1/z) argumentumát, a fényesség az abszolútértéket jelenti. Látható, hogy a függvény a szingularitáshoz akármilyen közel minden nullától különböző értéket felvesz

Ha f : C → C egészfüggvény, és nem konstans, akkor az értékkészlete teljes C, vagy C , kivéve egyetlen komplex számot.
Ez a tétel Liouville tételének lényeges erősítése, ami csak annyit állít, hogy a képhalmaz nem lehet korlátos. Ezt a tételt később többféleképpen is belátták, és Schottky tétele ennek egy kvantitatív változata.
A nagy Picard-tétel:
Ha f analitikus, és egy w helyen lényeges szingularitása van, akkor w bármely pontozott környezetében minden értéket legfeljebb egyetlen kivétellel végtelenszer sokszor felvesz.
Ez a Casorati–Weierstrass-tétel lényegi erősítése, ami csak annyit állít, hogy az értékkészlet sűrű a komplex síkon. Ebből következik, hogy nem polinom egészfüggvény minden értéket legfeljebb egy kivétellel végtelenszer sokszor felvesz.

## A kis Picard-tétel bizonyítása
A j-függvénnyel az állítás röviden belátható. Feltesszük, hogy {\displaystyle f} egész, és kihagyja az {\displaystyle a\not =b} értékeket. Ekkor a
{\displaystyle g(z)={\frac {f(z)-a}{b-a}}}
függvény egész, és kihagyja a 0 és 1 értékeket. A j-függvény a racionális számokkal és a végtelennel kiegészített felső félsíkot ({\displaystyle \mathbb {H} \cup \mathbb {Q} \cup \{\infty \}} halmaz) egy  Riemann-felületre képez, aminek végtelen sok levele és elágazása van a  {\displaystyle 0,1} és {\displaystyle \infty } pontokban. Ekkor a {\displaystyle j^{-1}} inverz függvény ezt a Riemann-felületet a standard fundamenbtális tartomány {\displaystyle {\mathcal {F}}} lezártjátra képezi. Mivel  {\displaystyle j'(\tau )\not =0} minden {\displaystyle \rho \not =\tau \not =i}  esetén, továbbá {\displaystyle j'(i)=j'(\rho )=0}, és {\displaystyle j(i)=0}, {\displaystyle j(\rho )=1} illetve {\displaystyle j(\infty )=\infty }, {\displaystyle j^{-1}}  lokálisan analitikus minden komplex értékre 0 és 1 kivételével. Következik, hogy
{\displaystyle h(z)=j^{-1}(g(z))}
mindenütt lokálisan analitikus, ugyanis  {\displaystyle g} éppen a 0 és 1 értékeket hagyja ki. Ekkor {\displaystyle h} kiterjeszthető egészfüggvénnyé, amire {\displaystyle |e^{ih(z)}|<1} teljesül minden {\displaystyle z\in \mathbb {C} } esetén, hiszen {\displaystyle \mathrm {Im} \,h(z)>0}. A Liouville-tétel miatt {\displaystyle h} konstans, tehát {\displaystyle f} is konstans. 

## Általánosítása
A nagy Picard-tétel általánosítható meromorf esetre:
Legyen M Riemann-felület, w az M pontja, P1(C) = C ∪ {∞} a Riemann-gömb, továbbá f : M\{w} → P1(C) holomorf függvény, aminek lényeges a szingularitása w-ben. Ekkor M minden  w-t tartalmazó nyílt részhalmazán f(z) legfeljebb két kivétellel  P1(C) minden pontját végtelenszer felveszi értékként.
Például az  f(z) = 1/(1 − e1/z) függvénynek lényeges a szingularitása z = 0-ban, és 0 minden környezetében megközelíti a ∞-t, de a nullát és az egyet kihagyja.

## Fordítás
- Ez a szócikk részben vagy egészben  a   Satz von Picard című német Wikipédia-szócikk fordításán alapul.  Az eredeti cikk szerkesztőit annak laptörténete sorolja fel. Ez a jelzés csupán a megfogalmazás eredetét és a szerzői jogokat jelzi, nem szolgál a cikkben szereplő információk forrásmegjelöléseként.
- Ez a szócikk részben vagy egészben  a   Picard theorem című angol Wikipédia-szócikk fordításán alapul.  Az eredeti cikk szerkesztőit annak laptörténete sorolja fel. Ez a jelzés csupán a megfogalmazás eredetét és a szerzői jogokat jelzi, nem szolgál a cikkben szereplő információk forrásmegjelöléseként.